# زملول بورتي
زملول بورتي (الاسم العلمي: Exobasidium burtii) هو نوع من الفطريات يتبع جنس الزملول من فصيلة الزملولية